# Rivière Bainet
La rivière Bainet est un cours d'eau qui coule à Haïti dans la péninsule de Tiburon à travers le département du Sud-Est et l'arrondissement de Bainet. C'est un petit fleuve côtier avec son embouchure en Mer des Caraïbes. 

## Géographie
La rivière Bainet prend sa source dans les contreforts de la chaîne de la Selle. Elle reçoit les eaux de plusieurs affluents dont celui de la rivière Amazones longue d'une quinzaine de kilomètres. Ce fleuve a son embouchure en Mer des Caraïbes juste à la limite sud de la ville haïtienne de Bainet.